# Fockstas naturreservat
Fockstas naturreservat är ett naturreservat i Enköpings kommun och Uppsala kommun i Uppsala län.
Området är naturskyddat sedan 2013 och är 639 hektar stort. Reservatet består av naturskogsartade barr- och blandskogar med inslag av lövträs, hällmarker, hagmarker och våtmarker.